# L'Iconoclasme byzantin

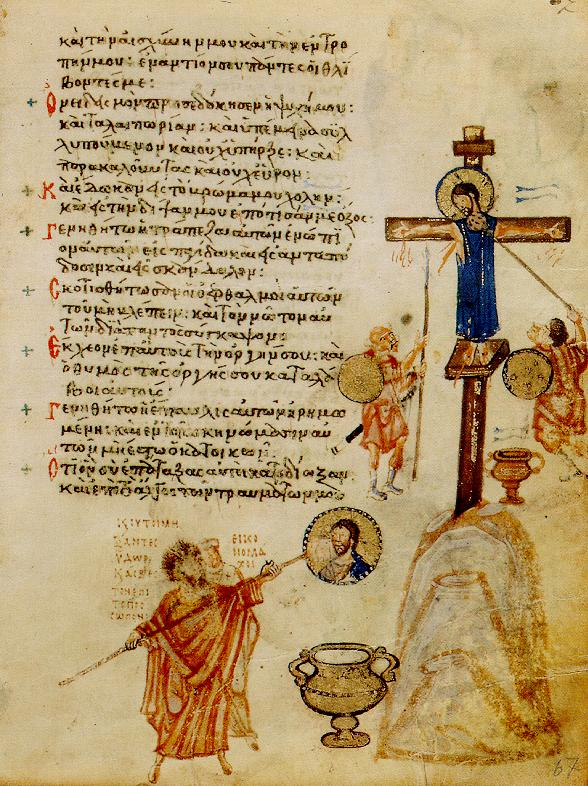
Page du Psautier Chludov analysé par André Grabar

 L'Iconoclasme byzantin: le dossier archéologique  est une étude historique d'André Grabar sur l'iconoclasme byzantin publiée en 1957. Œuvre synthétique sur la question, elle s'offre comme une série d'études articulées et complétées par 160 documents iconographiques en annexes. C'est donc un état des lieux de la recherche de 1957, raisonné plus que polémique.
Elle est divisée en huit chapitres.
1. Avant les décisions impériales iconoclastes, l'attitude face aux icônes ne semble pas avoir polarisé la société byzantine. Le développement de l'iconographie chrétienne s'est fait en suivant les traditions romaines plus que sous la direction de l'Église.
2. Les empereurs, qui, sans commander l'iconographie religieuse, avaient leur propre registre iconographique (sceaux et monnaie, inscriptions monumentales), se mettent à partir du VIIe siècle à utiliser des symboles religieux pour la propagande de l'État. Le but est de redonner une impulsion religieuse à la politique de l'Empire, en suivant le modèle de Constantin Ier. Les icônes archiropiites (peintes par la main du Christ) apparaissent ainsi dans l'Empire au moment où la guerre avec l'Empire perse prend la tournure d'une confrontation de deux grandes religions universelles. Les monnaies byzantines acquièrent le symbole de Constantin pour plusieurs siècles: la croix dressée au sommet de marches.
3. Certains cycles d'images deviennent ainsi des déclarations de foi des conciles, comme les mosaïques de la Basilique de la Nativité de Bethléem, conçues sans doute comme une affirmation de l'identité face aux nouveaux maîtres musulmans. On trouvait de telles déclarations sur le Milion de Constantinople ou le narthex de Saint-Pierre de Rome. Y répondaient le programme iconographique du Dôme du Rocher qui affirmait les fondamentaux de l'Islam (et du Califat d'Abd el-Malek); Abd el-Malek réutilisera de même les symboles de la monnaie byzantine (croix sur des marches) par des symboles propres à l'islam (lance du prophète sur des marches).
4. De la part de l'Église, seul un concile (Elvire, 305-312) avait émis une condamnation des représentations de dieu dans l'enceinte des églises, sans que les circonstances soient claires. Le concile Quinisexte de 692 ne fait que réagir aux édits impériaux; il édicte que la représentation du Christ par le "type" de l'agneau n'a plus de raison d'être puisque l'image du Christ a été révélée et est représentable. Le culte des icônes (acclamations, prosternations, encens, chandeliers) vient directement du culte des héros chez les romains. Quelle était la fonction de ce culte? D'abord l'aspect votif (l'image reçoit mon vœu), l'aspect magique hérité du culte des reliques (le saint mort me donne sa force).
5. Il n'y a pas de foyers particuliers de création d'images; il faut imaginer que l'iconographie de tel ou tel saint naissait localement, puis était sélectionnée à Constantinople. Cependant on perçoit une hostilité certaine des peuples des régions sémites ou superficiellement hellénisées (Anatolie) dont les thèmes recrutés localement joueront un rôle déterminant dans l'accession au pouvoir des empereurs iconoclastes. Cet iconoclasme est connu chez les Juifs (malgré l'exemple de Doura Europos) mais c'est l'iconoclasme musulman, qui a marqué tous les chroniqueurs byzantins, qui a dû jouer un rôle déclencheur dans la crise.
6. La conception "magique" de l'image chez les sémites (l'image est la chose), et son rejet logique quant à son application à la représentation divine, a donc du prédominer dans l'esprit des empereurs iconoclastes. Cela n'est pas tant sensible dans les monnaies (où la figuration du Christ ne s'est jamais imposée) que par exemple dans la figuration du Christ sur les Portes de bronze de Constantin détruite par Léon III et remplacée par un symbole (la croix) car ne pouvant "ni respirer ni parler". Contre cette conception, les théologiens durent faire appel aux conceptions néo-platoniciennes de défense des statues romaines: l'image du Christ représente et représente seulement le Christ, et plus précisément sa nature humaine qui appelle sa nature divine.
7. Il n'y a pas de nouveautés iconographiques induites par les empereurs iconoclastes. Leurs adversaires les ont accusé d'avoir remplacé les images religieuses par des images profanes, comme le Christ du Milion par une image de cocher, mais la figuration des vainqueurs de course est une vieille tradition romaine (on voit des représentations de course sur Sainte-Sophie de Kiev). Les empereurs ont peut-être plus insisté sur l'imagerie impériale, en détachant celle-ci de l'oconographie religieuse, dans une transition en cours semblable à ce qu'avaient fait les Omeyyades en distinguant clairement arts du palais et de la mosquée. Il faut donc de classer, comme ont eu tendance à le faire Ebersolt, Jerphanion ou Bréhier, tout l'art aniconique comme iconoclaste.

## Éditions
- L'Iconoclasme byzantin: dossier archéologique, Paris, Collège de France, Fondation Schlumberger pour les études byzantines, 1957
- L'Iconoclasme byzantin, Flammarion, 1984, 1998